# Villa Schiffer
Le villa Schiffer (en hongrois : Schiffer-villa) est un édifice situé dans le 6e arrondissement de Budapest.